# Austrolestes psyche
Austrolestes psyche – gatunek ważki z rodziny pałątkowatych (Lestidae).